# Mehdi Rabbani
Mehdi Rabbani, né à Ispahan (Iran pahlavi) et mort à Téhéran le 13 juin 2025, est un général de brigade iranien du Corps des gardiens de la révolution islamique (CGRI).
De 2016 jusqu'à sa mort lors des frappes israéliennes de juin 2025 contre l'Iran, il est adjoint aux opérations de l'état-major général des forces armées de la république islamique d'Iran.

## Biographie
Mehdi Rabbani commence sa carrière militaire pendant la guerre Iran-Irak en tant que membre du Corps des gardiens de la révolution islamique (CGRI).
Du milieu des années 1990 jusqu’en 2001, Mehdi Rabbani commande la base d’Achraf à Najaf.
De 2001 à 2004, il sert ensuite comme commandant de la base de Samen-ol-A'emeh, tout en dirigeant la 5e division Nasr et en agissant en tant que commandant supérieur du CGRI dans la province du Khorasan,.
Entre 2005 et 2012, il est commandant adjoint du quartier général de Sarallah.
De 2011 à 2016, il est l'adjoint aux opérations du CGRI.
De septembre 2016 à juin 2025, il est adjoint aux opérations de l’état-major général des forces armées de la république islamique d’Iran.
Mehdi Rabbani est tué le 13 juin 2025 lors d’une frappe aérienne israélienne à Téhéran dans le cadre de l'opération Rising Lion.